# PU-2M

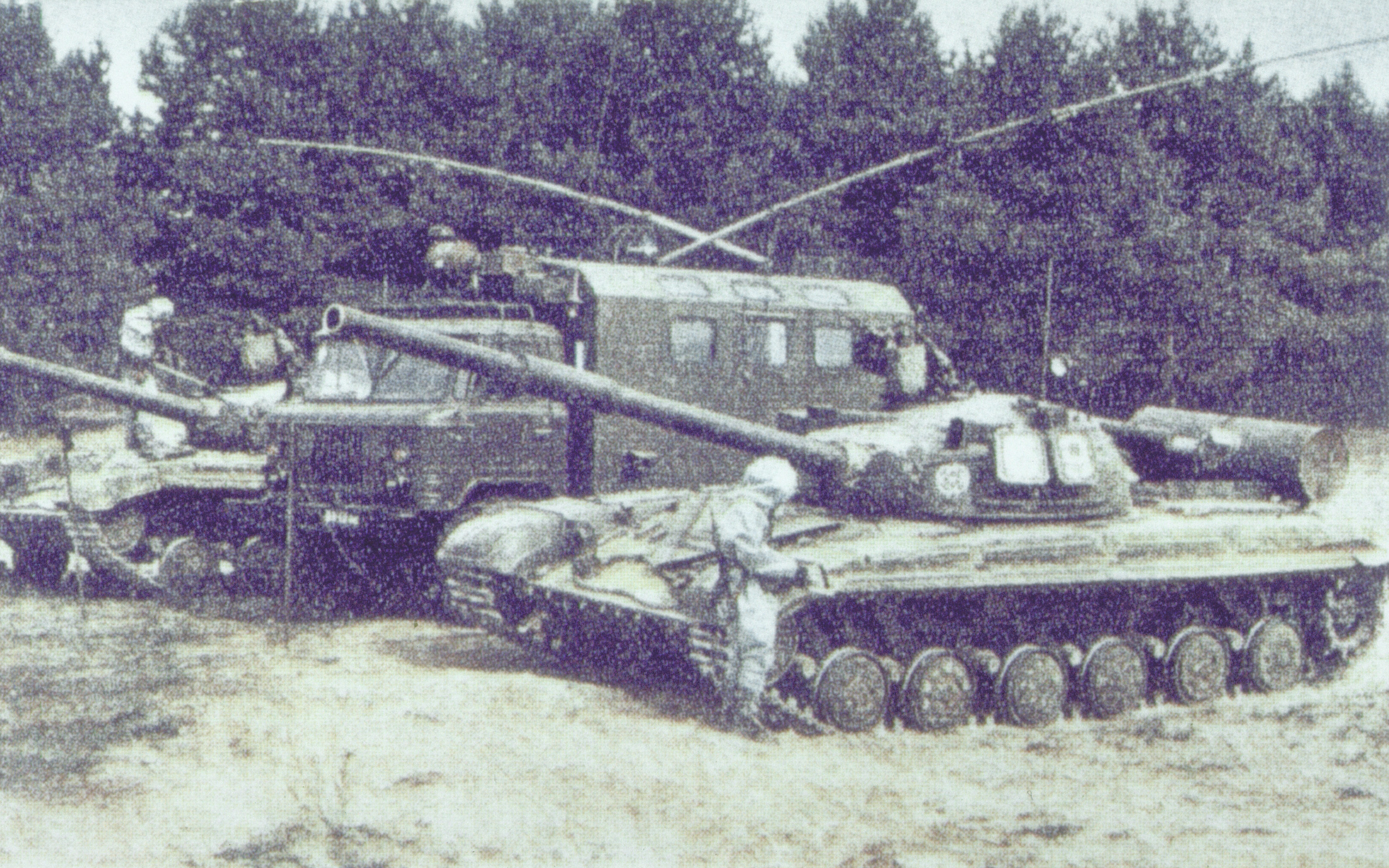
PU-2 zwischen zwei T-64 während der Dekontamination

Die Führungsstelle PU-2 (russisch пункт управления-2, ПУ-2, Transkription: punkt uprawlenja-2) diente zur Führung von Batterien der Raketentruppen, die mit dem taktischen Raketenkomplex 9K52 Luna M ausgerüstet waren. Die Führungsstelle ermittelte meteorologische Angaben und berechnete die Richtwerte für die Startrampen der Raketenbatterie. Entwickelt wurde sie in den 1960er Jahren in der Sowjetunion.
Der GRAU-Index des Systems lautet 9S445, der der Weiterentwicklung PU-2M bzw. M2 entsprechend 9S445M bzw. M2. Im Nummernverzeichnis der Technik und Bewaffnung in der Bedarfsträgerschaft des Raketen- und Waffentechnischen Dienstes der Nationalen Volksarmee der DDR wurde dem System die Nummer 75 10 00 (9S445M) bzw. 75 11 00 (9S445M2) zugewiesen.

## Vorgeschichte

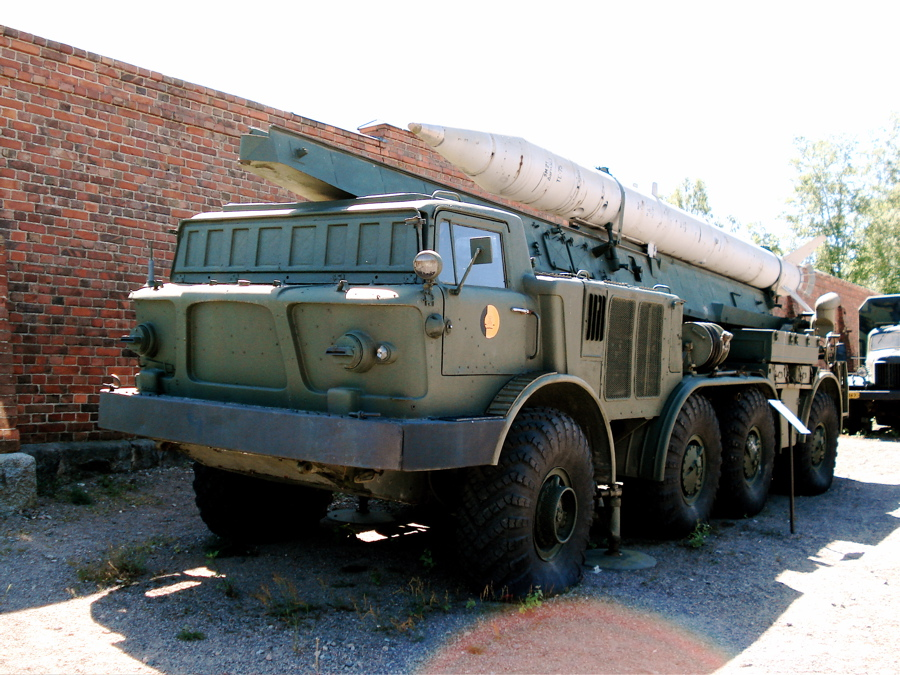
Die PU-2 wurde in den mit der 9K52 Luna M ausgerüsteten Raketenbatterien eingesetzt

In der Sowjetunion wurden in den 1950er Jahren die ersten taktischen Raketenkomplexe entwickelt. Nach der Erprobung der Systeme 2K1 Mars und 2K4 Filin wurde schließlich vom Ministerrat der UdSSR am 29. Dezember 1959 die Serienproduktion des taktischen Raketenkomplexes 2K6 Luna angewiesen, welcher ab dem Ende der 1960er Jahre durch das Waffensystem 9K52 Luna M abgelöst wurde. All diese Komplexe verfügten über ungelenkte taktische Raketen. Die Ausrichtung auf das Ziel geschah vor dem Start durch Schwenken der Startrampe bzw. Heben und Senken der Startschiene. Die Richtwerte wurden aufgrund der Ziel- und Startstellungskoordinaten berechnet. Aufgrund der großen Reichweite und der Gipfelhöhe der ballistischen Kurve waren dabei vielfältige Einflüsse zu berücksichtigen, u. a. Windrichtung und -geschwindigkeit in verschiedenen Höhen.
Mit dem PU-2 sollte die aufwendige Berechnung der Anfangsangaben für das Schießen so weit wie möglich automatisiert und eine Möglichkeit zur Messung der Höhenwinde geschaffen werden.

## Konstruktion

### Aufbau der Führungsstelle
Die Führungsstelle besteht aus
- dem Basisfahrzeug GAZ-66,
- der meteorologischen Funkmessstation RWZ-1A (Proba),
- der elektronischen Rechenmaschine 9W57,
- dem Kopplungssystem zwischen Rechner und RWZ-1 bestehend aus:
  - Block BRU (Rechenverstärkerblock in RWZ-1),
  - Block BPAK (Umwandlung der analogen Daten in RWZ-1)
  - Block BPK (Bit-Kode-Wandler im Basisfahrzeug)
- dem Wingewehr WR-2
- verschiedenen Funkgeräten und Feldfernsprechern,
- verschiedenen Mess- und Prüfgeräten,
- der Heiz- und Lüftungsanlage 030
- dem Generator G-8 zum Laden der Akkus

Die Bestandteile des Systems ermöglichten einen weitgehend autonomen Einsatz sowie die Prüfung, Wartung und Instandsetzung unter feldmäßigen Bedingungen.

### Grundsätzliches Zusammenwirken der Elemente des Systems
Die meteorologische Funkmessstation RWZ-1A (Proba) wurde zur Windsondierung eingesetzt. Mit der Station wurde ein mit einem Winkelreflektor versehener Pilotballon angepeilt. Aus dem Seiten- und Höhenwinkel sowie der Schrägentfernung wurde mit einem Analogrechner die Drift des Ballons und damit die Windrichtung und -geschwindigkeit in verschiedenen Höhenschichten berechnet. Ab der Version M wurden die Daten digital zur Führungsstelle übertragen und dort in der elektronischen Rechenmaschine 9W57 verarbeitet. Hilfsweise konnten diese Angaben auch mit dem Wingewehr WR-2 ermittelt werden, dann wurden die Daten manuell in die elektronische Rechenmaschine eingegeben. Die Funkmessstation RWZ-1A konnte sich bis zu 50 m entfernt von der Führungsstelle befinden.
Mit der elektronischen Rechenmaschine 9W57 wurden aus den Zielkoordinaten, den Koordinaten der Startstellung und den Windwerten die Anfangsangaben für den Start der Raketen errechnet. Die Übermittlung der Daten erfolgte überwiegend schriftlich oder per Funkgerätesatz UFT, um die Funkaufklärung der Startstellungen zu verhindern. In der Regel die zwei Startrampen der jeweiligen Startbatterie über die Führungsstelle geführt. Mitte der 80er Jahre erfolgte eine Erweiterung der elektronischen Führungsmöglichkeiten der Feuerzüge der Startbatterie durch den Einsatz von Kommandodatengeräten. Über diese per Funk oder Datenleitung mit dem Abteilungsstab/Divisionsstab und den Startrampen verbundenen Geräte (Hersteller war das Funkwerk Kölleda) wurden wesentliche Anfangsangaben und Feuerbefehle übermittelt, die in der Führungsstelle PU-2M jedoch nach wie vor mit der Schlüsseltabelle KOBRA per Hand entschlüsselt werden mussten. Von daher erfolgte zwar eine gedeckte Übermittlung von Befehlen und Kommandos, jedoch eine Beschleunigung der Feueraufgaben wurde dadurch nicht erreicht.
Mit der Funkausrüstung bzw. den Feldfernsprechern wurde die Führung innerhalb der Raketenbatterie und der Kontakt zum Gefechtsstand der Raketenabteilung sichergestellt.

### Trägerfahrzeug und Stromversorgung
Als Trägerfahrzeug kam ein geländegängiger Lkw GAZ-66 zum Einsatz. Die Ausrüstung war im Kofferaufbau installiert, Fahrgestell und Motorisierung des GAZ-66 blieben unverändert.
Die meteorologische Funkmessstation RWZ-1A (Proba) war zusammen mit dem Elektroaggregat AB-4-0/230/425 auf einem Einachsanhänger aufgebaut, der auf dem Marsch vom GAZ-66 gezogen wurde.
Das Aggregat diente der Stromversorgung des Radargerätes und des Kopplungswerkes der RWZ-1. Bei einer Nennspannung von 230 Volt und einer Netzfrequenz von 425 Hertz betrug die Nennleistung 4 kW. Die Stromversorgung der elektronischen Rechenmaschine 9W57 erfolgte über Akkumulatoren, die sich im Kofferaufbau des GAZ-66 befanden. Damit war ein Betrieb der Führungsstelle im Stand auch ohne laufenden Fahrmotor möglich. Aufgeladen wurden die Batterien über den mit dem Fahrmotor gekoppelten Generator G-8, der bei einer Nennspannung von 12 Volt eine Nennleistung von 420 W abgab.
Heizung und Lüftung des Kofferaufbaus erfolgten mit der Heiz- und Lüftungsanlage 030, die einen Betrieb während der Fahrt und im Stand zuließ. Die Wärmeleistung lag bei ca. 3,5 kW, im Lüftungsbetrieb konnten 120 m3/h zugeführt werden.

### Meteorologische Funkmessstation RWZ-1A (Proba)
Die Meteorologische Funkmessstation RWZ-1A (Proba) diente zum Messen des Windes in den erdnahen Schichten der Atmosphäre und dem Bestimmen der Windverbesserung beim Schießen. Zur Windmessung wurde ein wasserstoffgefüllter Pilotballon aufgelassen, der einen Winkelreflektor trug. Mit der Radarstation wurde der Ballon per Flimmerabtastung angepeilt und verfolgt. Durch Windeinflüsse ergab sich ein Versatz des Ballons, der über den Seitenwinkel bestimmt werden konnte, die Höhe des Ballons wurde mit Hilfe des Höhenwinkels und der Schrägentfernung bestimmt. Die Antenne wurde automatisch nachgeführt. Die Entfernungsbegleitung geschah ebenfalls automatisch. Im vollautomatischen Betrieb wurden Seiten- und Höhenwinkel gemessen und zur Kontrolle am Fehlersichtgerät angezeigt, die Entfernung konnte am Entfernungssichtgerät abgelesen werden. Die Daten wurden elektronisch an die Führungsstelle übermittelt, dazu wurden die Winkelwerte mit Potentiometern abgenommen und der Entfernungswert im Entfernungssichtgerät bereitgestellt. Im manuellen Betrieb wurde die Entfernung am Entfernungssichtgerät abgelesen und Seiten- bzw. Höhenwinkel mit Hilfe eines optischen Visiers gemessen. Mit der Funkmessstation konnte der Ballon in einer Höhe von 12 bis 1500 m und einer Schrägentfernung zwischen 50 und 5000 m begleitet werden, die Messung war bei Windgeschwindigkeiten bis zu 20 m/s möglich.
Die Koppelung der RWZ-1A mit der Führungsstelle unterscheidet sich in den verschiedenen Versionen. In der Ursprungsausführung wurden die Daten zur Windverbesserung mit dem integrierten Analogrechner P-60 berechnet. In der Version RWZ-1A war in der RWZ-1 und der Führungsstelle das Koppelwerk vorhanden, teilweise wurden ältere Funkmessstationen mit Analogrechner mit den Baugruppen des Koppelwerks nachgerüstet. Das Koppelwerk bestand aus mehreren Baugruppen. Im Block BRU der RWZ-1 wurden die sphärischen Koordinaten analog in ein rechtwinkliges Koordinatensystem transformiert, anschließend wurden sie im A7D-Umsetzer BPAK in Bit-Code umgewandelt. Die digitalen Informationen wurden über eine Zweidrahtleitung zur Führungsstelle übertragen.
Aufgebaut war die RWZ-1 auf einem Einachsanhänger, dabei war der Aufbau mit dem Radargerät und der Antenne horizontal unbegrenzt schwenkbar. Das Elektroaggregat war auf der Deichsel des Anhängers montiert, die Wasserstoffflaschen zum Füllen der Ballons befanden sich auf dem hinteren Teil des Rahmens. Die Länge der Station betrug in Marschlage 3500 mm, die Breite 2115 mm und die Höhe 2360 mm. In Gefechtslage war die Station 3920 mm lang, 2430 mm hoch und ebenfalls 2430 mm breit.
Von der Hauptverwaltung für Raketen und Artillerie (GRAU) der Sowjetarmee wurde der Station der Index 9S81 zugewiesen, die Modifikation RWZ-1A erhielt den Index 9S81A. In der NVA wurde die Ursprungsversion als 52 21 00 im Nummernverzeichnis des Raketen- und Waffentechnischen Dienstes geführt, die RWZ-1A als 52 30 0. Ältere Stationen mit nachgerüstetem Koppelwerk erhielten die Nummer 52 31 00.

### Elektronische Rechenmaschine 9W57
Die elektronische Rechenmaschine 9W57 war ein Digitalrechner auf Transistorbasis. Für logische Schaltungen kamen Ferrit-Transistorzellen zum Einsatz, die aus jeweils einem Transistor und einem Ferritkern bestanden. Als Arbeitsspeicher wurde ein Ferritkernspeicher verwendet. Festwerte, wie beispielsweise für die astronomische Verbesserung, wurden ebenfalls in Ferritkernspeichern gehalten.
Die Rechenmaschine berechnete aus den Zielkoordinaten, den Koordinaten der Startstellung und der Wind- sowie der astronomischen Verbesserung die Richtwerte für die Startrampen, also den Seiten- und Höhenrichtwinkel der Startschiene. Die berechneten Werte wurden in der Anzeigeeinheit IU numerisch dargestellt. Die Koordinaten wurden manuell eingegeben, die Windverbesserung von der RWZ-1 bereitgestellt. Dazu wurde im in der Führungsstelle befindlichen Block BRK des Koppelwerkes das übertragene Datenwort in das Format der Rechenmaschine gewandelt. Die astronomische Verbesserung war in einem Festwertspeicher abgelegt.
Die Rechenmaschine verfügte zusammen mit dem Koppelwerk über die Möglichkeit zur Eigenüberprüfung. Dazu wurde eine Kontrollaufgabe gelöst und die angezeigten Werte mit den in der Dokumentation niedergelegten Sollwerten verglichen.

### Funkausrüstung

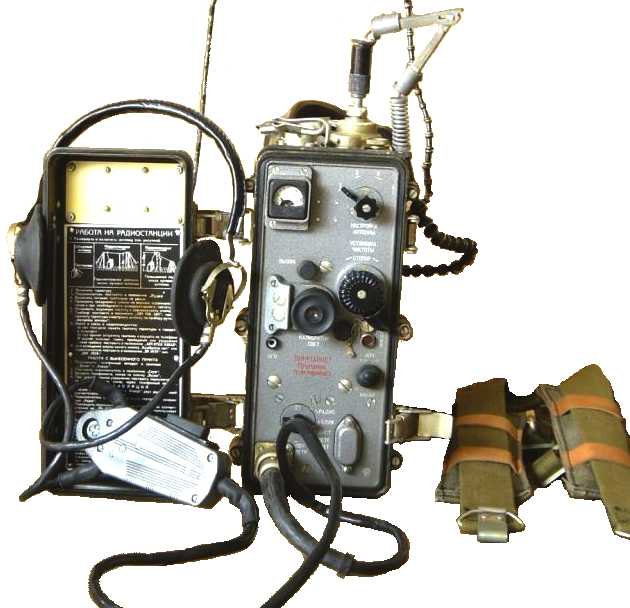
Das Funkgerät R-108M unterscheidet sich von dem hier gezeigten R-105M lediglich durch einen geänderten Frequenzbereich

Die Funkausrüstung bestand aus insgesamt drei Funkgeräten: einem Panzerfunkgerät R-123, einem tragbaren Kurzwellenfunkgerät R-104 und einem tragbaren UKW-Funkgerät R-108. Dazu kam ein Feldfernsprecher TA-57. Mit diesen Geräten wurde die Verbindung innerhalb der Batterie und zum Gefechtsstand der Raketenabteilung gehalten.
Das R-123, ein UKW-Funkgerät mit Frequenzmodulation, hatte einen nutzbaren Frequenzbereich von 20 bis 51,5 MHz. Bei einer Sendeleistung von 20 W lag die Reichweite bei ungefähr 20 km.
Das R-104 war ein tragbares Kurzwellenfunkgerät, das im Frequenzband von 1,5 bis 3,75 MHz (1,5 bis 5,99 MHz) arbeitete. Das Gerät war für Sprachübertragung und Morsetelegrafie ausgelegt. Beim Einsatz in Fahrzeugen betrug die Sendeleistung 20 W für Morsetelegrafie und 10 W für Sprachübertragung, hier wurde als Modulationsart die Amplitudenmodulation genutzt. Bei Einsatz als abgesetztes Gerät betrug die Leistung drei bzw. ein Watt. Das Gewicht lag bei 39,5 kg, die Stromversorgung erfolgte über Akkumulatoren. Ein abgesetzter Betrieb in einer Entfernung von bis zu 200 m war möglich.
Das tragbare UKW-Funkgerät R-108 arbeitete im Frequenzbereich von 28 bis 36,5 MHz mit einer Sendeleistung von einem Watt. Als Modulationsart kam Frequenzmodulation zum Einsatz.

## Einsatz

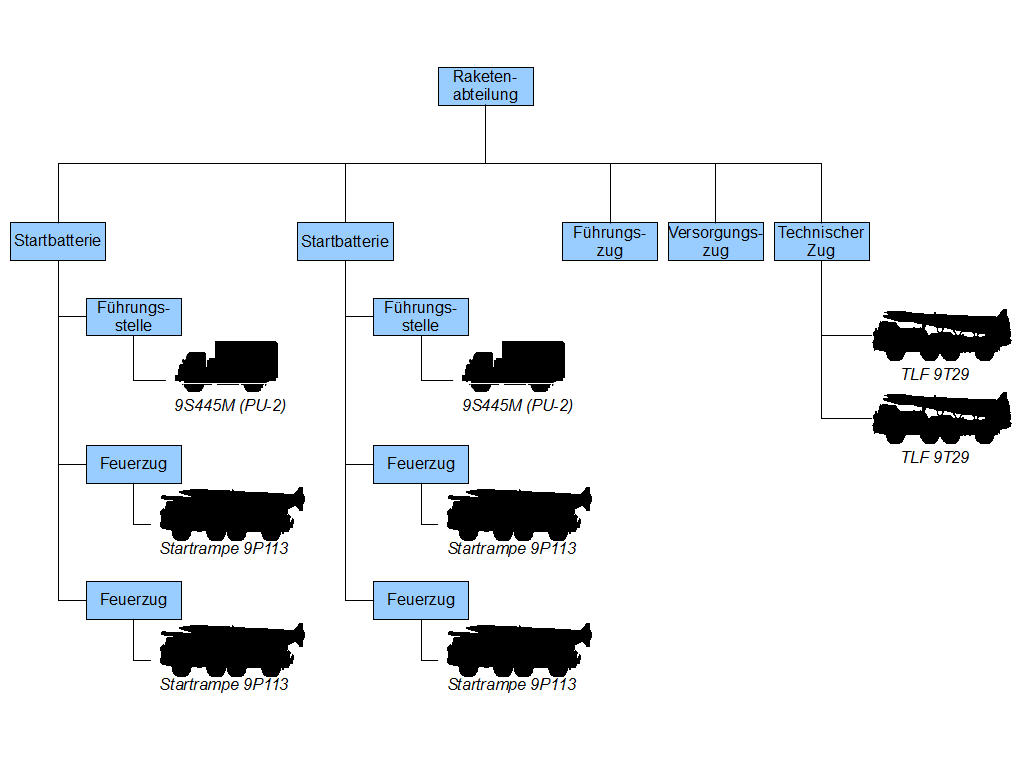
Gliederung einer Raketenabteilung 9K52 Luna M

### Einsatzgrundsätze
Die Führungsstelle PU-2 kam in den mit der 9K52 Luna M ausgerüsteten Raketenabteilungen zum Einsatz. Dabei war für jede Startbatterie – zu der normalerweise zwei Feuerzüge, bestehend aus je einer Startrampe gehörten – eine PU-2 vorgesehen.

### Einsatz in der NVA
Die Nationale Volksarmee beschaffte die Führungsstelle PU-2 zusammen mit dem Waffensystem 9K52 Luna M. Ausgerüstet wurden die sechs Raketenabteilungen der Divisionen der ständigen Bereitschaft und fünf Raketenabteilungen der Mobilmachungsdivisionen. Dabei verfügte jede Abteilung über zwei Führungsstellen. Als ab 1983 die Umrüstung auf das Waffensystem 9K79 Totschka begann, wurden die PU-2 zusammen mit den anderen Elementen des Raketenkomplexes 9K52 Luna M aus den Raketenabteilungen 7 und 9 herausgelöst.
Da die Bundeswehr das System 9K52 Luna M nicht übernahm, endete mit der Auflösung der NVA auch der Einsatz der Führungsstellen bei deutschen Streitkräften.